# Primula clutterbuckii
Primula clutterbuckii är en viveväxtart som beskrevs av Kingdon-Ward. Primula clutterbuckii ingår i släktet vivor, och familjen viveväxter. Inga underarter finns listade i Catalogue of Life.